# Brachycentrus subnubilus
Brachycentrus subnubilus is een schietmot uit de familie Brachycentridae. De soort komt voor in het Palearctisch gebied.